# 2012年のアメリカンリーグワイルドカードゲーム
2012年の野球において、メジャーリーグベースボール（MLB）のポストシーズンは10月5日に開幕した。アメリカンリーグの第1回ワイルドカードゲーム（英語: Inaugural American League Wild Card Game）は同日、アメリカ合衆国テキサス州アーリントンのレンジャーズ・ボールパーク・イン・アーリントンで行われ、ボルチモア・オリオールズがテキサス・レンジャーズを5－1で下した。この結果、オリオールズが地区シリーズへ進出することになった。

## 両チームの2012年
レンジャーズはこの年、4月と6月に7連勝以上を記録するなど好調で、前半戦終了時点では地区2位ロサンゼルス・エンゼルスと4.0ゲーム差の首位にいた。しかし、その時点では9.0ゲーム差の3位だったオークランド・アスレチックスが、後半戦になって勢いを増して2位に浮上し、レンジャーズを追いかけるようになった。後半戦の勝率はレンジャーズの.539に対しアスレチックスは.671と差があり、ゲーム差もだんだん縮まっていった。10月1日からのレギュラーシーズン最終3連戦では2.0ゲーム差の両者が直接対決し、アスレチックスが3連勝を果たした。これによりレンジャーズは、4月9日から守り続けていた地区首位の座から最後に転落した。故障した先発投手の穴埋めがうまくいかず、野手も控えの層が薄いぶんレギュラーに頼りきりになったことが、終盤にスタミナ切れを起こす要因になった。1試合平均得点は4.99でリーグ1位、防御率は3.99で同7位。
オリオールズは前年まで4年連続の地区最下位だったが、2012年は躍進した。前半戦終了時点では、地区首位ニューヨーク・ヤンキースから7.0ゲーム差の2位だった。後半戦に入ると、7月中旬に10.0まで広げられたゲーム差をその後は徐々に詰めていき、9月上旬には首位に並んだ。それから1か月、オリオールズは単独首位にこそなれなかったものの、常に2.0ゲーム差以内の位置につけてヤンキースを追いかけた。10月3日のレギュラーシーズン最終日は、オリオールズが勝ってヤンキースが負ければ2チームが並びワンゲームプレイオフ開催、という状況になった。しかしオリオールズはタンパベイ・レイズに敗れ、地区優勝を逃すと同時に第2ワイルドカードにまわった。この年は救援投手陣が要所で力を発揮し、7回終了時点でリードしていた試合は75勝0敗、1点差試合は29勝9敗など好成績を収めた。1試合平均得点は4.40でリーグ8位、防御率は3.90で同6位。
両チームはこの年、レギュラーシーズンでは計7試合を戦っている。結果は以下の通り。
| 日付                                                       | ビジター球団（先攻）     | スコア | ホーム球団（後攻）       | 開催球場                                        | 開催球場                                                                                               |
| ---------------------------------------------------------- | ------------------------ | ------ | ------------------------ | ----------------------------------------------- | --- |
| 5月07日（月）                                              | テキサス・レンジャーズ   | 14－3  | ボルチモア・オリオールズ | オリオール・パーク・ アット・カムデン・ヤーズ   | レンジャーズ・ · ボールパーク・ · イン・アーリントンオリオール・ · パーク・アット・ · カムデン・ヤーズ |
| 5月08日（火）                                              | テキサス・レンジャーズ   | 10－3  | ボルチモア・オリオールズ | オリオール・パーク・ アット・カムデン・ヤーズ   | レンジャーズ・ · ボールパーク・ · イン・アーリントンオリオール・ · パーク・アット・ · カムデン・ヤーズ |
| 5月10日（木）                                              | テキサス・レンジャーズ   | 5－6   | ボルチモア・オリオールズ | オリオール・パーク・ アット・カムデン・ヤーズ   | レンジャーズ・ · ボールパーク・ · イン・アーリントンオリオール・ · パーク・アット・ · カムデン・ヤーズ |
| 5月10日（木）                                              | テキサス・レンジャーズ   | 7－3   | ボルチモア・オリオールズ | オリオール・パーク・ アット・カムデン・ヤーズ   | レンジャーズ・ · ボールパーク・ · イン・アーリントンオリオール・ · パーク・アット・ · カムデン・ヤーズ |
|                                                            |                          |        |                          |                                                 | レンジャーズ・ · ボールパーク・ · イン・アーリントンオリオール・ · パーク・アット・ · カムデン・ヤーズ |
| 8月20日（月）                                              | ボルチモア・オリオールズ | 1－5   | テキサス・レンジャーズ   | レンジャーズ・ボールパーク・ イン・アーリントン | レンジャーズ・ · ボールパーク・ · イン・アーリントンオリオール・ · パーク・アット・ · カムデン・ヤーズ |
| 8月21日（火）                                              | ボルチモア・オリオールズ | 5－3   | テキサス・レンジャーズ   | レンジャーズ・ボールパーク・ イン・アーリントン | レンジャーズ・ · ボールパーク・ · イン・アーリントンオリオール・ · パーク・アット・ · カムデン・ヤーズ |
| 8月22日（水）                                              | ボルチモア・オリオールズ | 3－12  | テキサス・レンジャーズ   | レンジャーズ・ボールパーク・ イン・アーリントン | レンジャーズ・ · ボールパーク・ · イン・アーリントンオリオール・ · パーク・アット・ · カムデン・ヤーズ |
| テキサス・レンジャーズ［5勝－2勝］ボルチモア・オリオールズ |                          |        |                          |                                                 | レンジャーズ・ · ボールパーク・ · イン・アーリントンオリオール・ · パーク・アット・ · カムデン・ヤーズ |

## ロースター
両チームの出場選手登録（ロースター）は以下の通り。
- 名前の横の★はこの年のオールスターゲームに選出された選手を、＃はレギュラーシーズン開幕後に入団した選手を示す。
- 年齢は試合開催時点でのもの。

| テキサス・レンジャーズ | テキサス・レンジャーズ | テキサス・レンジャーズ | テキサス・レンジャーズ   | テキサス・レンジャーズ | テキサス・レンジャーズ | テキサス・レンジャーズ | ボルチモア・オリオールズ | ボルチモア・オリオールズ | ボルチモア・オリオールズ | ボルチモア・オリオールズ | ボルチモア・オリオールズ | ボルチモア・オリオールズ | ボルチモア・オリオールズ |
| 守備位置               | 背番号                 | 出身                   | 選手                     | 投                     | 打                     | 年齢                   | 守備位置                 | 背番号                   | 出身                     | 選手                     | 投                       | 打                       | 年齢                     |
| ---------------------- | ---------------------- | ---------------------- | ------------------------ | ---------------------- | ---------------------- | ---------------------- | ------------------------ | ------------------------ | ------------------------ | ------------------------ | ------------------------ | ------------------------ | ------------------------ |
| 投手                   | 11                     | 日本の旗               | ダルビッシュ有★          | 右                     | 右                     | 26                     | 投手                     | 34                       | アメリカ合衆国の旗       | ジェイク・アリエータ     | 右                       | 右                       | 26                       |
| 投手                   | 39                     | アメリカ合衆国の旗     | スコット・フェルドマン   | 右                     | 左                     | 29                     | 投手                     | 38                       | メキシコの旗             | ルイス・アヤラ           | 右                       | 右                       | 34                       |
| 投手                   | 54                     | アメリカ合衆国の旗     | マット・ハリソン★        | 左                     | 左                     | 27                     | 投手                     | 53                       | アメリカ合衆国の旗       | ザック・ブリットン       | 左                       | 左                       | 24                       |
| 投手                   | 45                     | アメリカ合衆国の旗     | デレク・ホランド         | 左                     | 両                     | 25                     | 投手                     | 29                       | アメリカ合衆国の旗       | トミー・ハンター         | 右                       | 右                       | 26                       |
| 投手                   | 50                     | アメリカ合衆国の旗     | マイケル・カークマン     | 左                     | 左                     | 26                     | 投手                     | 43                       | アメリカ合衆国の旗       | ジム・ジョンソン★        | 右                       | 右                       | 29                       |
| 投手                   | 36                     | アメリカ合衆国の旗     | ジョー・ネイサン★        | 右                     | 右                     | 37                     | 投手                     | 52                       | アメリカ合衆国の旗       | スティーブ・ジョンソン   | 右                       | 右                       | 25                       |
| 投手                   | 41                     | ドミニカ共和国の旗     | アレクシー・オガンド     | 右                     | 右                     | 29                     | 投手                     | 17                       | アメリカ合衆国の旗       | ブライアン・マティス     | 左                       | 左                       | 25                       |
| 投手                   | 44                     | アメリカ合衆国の旗     | ロイ・オズワルト＃       | 右                     | 右                     | 35                     | 投手                     | 56                       | アメリカ合衆国の旗       | ダレン・オデイ           | 右                       | 右                       | 29                       |
| 投手                   | 28                     | アメリカ合衆国の旗     | ロビー・ロス             | 左                     | 左                     | 23                     | 投手                     | 40                       | アメリカ合衆国の旗       | トロイ・パットン         | 左                       | 両                       | 27                       |
| 投手                   | 22                     | 日本の旗               | 建山義紀                 | 右                     | 右                     | 36                     | 投手                     | 48                       | アメリカ合衆国の旗       | ジョー・ソーンダース＃   | 左                       | 左                       | 31                       |
| 投手                   | 19                     | 日本の旗               | 上原浩治                 | 右                     | 右                     | 37                     | 投手                     | 47                       | ドミニカ共和国の旗       | ペドロ・ストロップ       | 右                       | 右                       | 27                       |
| 捕手                   | 15                     | アメリカ合衆国の旗     | ルイス・マルティネス     | 右                     | 右                     | 27                     | 捕手                     | 31                       | アメリカ合衆国の旗       | テイラー・ティーガーデン | 右                       | 右                       | 28                       |
| 捕手                   | 25                     | アメリカ合衆国の旗     | マイク・ナポリ★          | 右                     | 右                     | 30                     | 捕手                     | 32                       | アメリカ合衆国の旗       | マット・ウィータース★    | 右                       | 両                       | 26                       |
| 捕手                   | 8                      | プエルトリコの旗       | ジオバニー・ソト＃       | 右                     | 右                     | 29                     | 内野手                   | 11                       | アメリカ合衆国の旗       | ロバート・アンディーノ   | 右                       | 右                       | 28                       |
| 内野手                 | 1                      | ベネズエラの旗         | エルビス・アンドラス★    | 右                     | 右                     | 24                     | 内野手                   | 3                        | アメリカ合衆国の旗       | ライアン・フラハーティ   | 右                       | 左                       | 26                       |
| 内野手                 | 29                     | ドミニカ共和国の旗     | エイドリアン・ベルトレ★  | 右                     | 右                     | 33                     | 内野手                   | 2                        | アメリカ合衆国の旗       | J.J.ハーディ             | 右                       | 右                       | 30                       |
| 内野手                 | 5                      | アメリカ合衆国の旗     | イアン・キンズラー★      | 右                     | 右                     | 30                     | 内野手                   | 13                       | アメリカ合衆国の旗       | マニー・マチャド         | 右                       | 右                       | 20                       |
| 内野手                 | 18                     | アメリカ合衆国の旗     | ミッチ・モアランド       | 左                     | 左                     | 27                     | 内野手                   | 35                       | アメリカ合衆国の旗       | オマー・キンタニーヤ＃   | 右                       | 左                       | 30                       |
| 内野手                 | 2                      | キュラソー島の旗       | ジュリクソン・プロファー | 右                     | 両                     | 19                     | 内野手                   | 12                       | アメリカ合衆国の旗       | マーク・レイノルズ       | 右                       | 右                       | 29                       |
| 内野手                 | 10                     | アメリカ合衆国の旗     | マイケル・ヤング         | 右                     | 右                     | 35                     | 内野手                   | 25                       | アメリカ合衆国の旗       | ジム・トーミ＃           | 右                       | 左                       | 42                       |
| 外野手                 | 17                     | ドミニカ共和国の旗     | ネルソン・クルーズ       | 右                     | 右                     | 32                     | 外野手                   | 19                       | アメリカ合衆国の旗       | クリス・デービス         | 右                       | 左                       | 26                       |
| 外野手                 | 23                     | アメリカ合衆国の旗     | クレイグ・ジェントリー   | 右                     | 右                     | 28                     | 外野手                   | 27                       | ベネズエラの旗           | エンディ・チャベス       | 左                       | 左                       | 34                       |
| 外野手                 | 32                     | アメリカ合衆国の旗     | ジョシュ・ハミルトン★    | 左                     | 左                     | 31                     | 外野手                   | 51                       | アメリカ合衆国の旗       | ルー・フォード           | 右                       | 右                       | 36                       |
| 外野手                 | 27                     | キューバの旗           | レオネス・マーティン     | 右                     | 左                     | 24                     | 外野手                   | 10                       | アメリカ合衆国の旗       | アダム・ジョーンズ★      | 右                       | 右                       | 27                       |
| 外野手                 | 7                      | アメリカ合衆国の旗     | デビッド・マーフィー     | 左                     | 左                     | 30                     | 外野手                   | 9                        | アメリカ合衆国の旗       | ネイト・マクラウス＃     | 右                       | 左                       | 31                       |

## 試合
|                          | 1 | 2 | 3 | 4 | 5 | 6 | 7 | 8 | 9 | R | H | E |
| ------------------------ | - | - | - | - | - | - | - | - | - | - | - | - |
| ボルチモア・オリオールズ | 1 | 0 | 0 | 0 | 0 | 1 | 1 | 0 | 2 | 5 | 8 | 2 |
| テキサス・レンジャーズ   | 1 | 0 | 0 | 0 | 0 | 0 | 0 | 0 | 0 | 1 | 9 | 2 |

1. 勝利：ジョー・ソーンダース
2. 敗戦：ダルビッシュ有
3. 審判
［球審］ゲイリー・ダーリング
［塁審］一塁: ジェリー・レイン、二塁: テッド・バレット、三塁: ビル・ミラー
［外審］左翼: グレッグ・ギブソン、右翼: クリス・グッチオーネ
4. 試合開始時刻: 中部夏時間（UTC-5）午後7時38分 試合時間: 3時間19分 観客: 4万6931人 気温: 75°F（23.9°C）
詳細: MLB.com Gameday / ESPN.com / Baseball-Reference.com / FanGraphs

| ボルチモア・オリオールズ | ボルチモア・オリオールズ | ボルチモア・オリオールズ | ボルチモア・オリオールズ | ボルチモア・オリオールズ | テキサス・レンジャーズ | テキサス・レンジャーズ | テキサス・レンジャーズ | テキサス・レンジャーズ | テキサス・レンジャーズ                                                                                              |
| ------------------------ | ------------------------ | ------------------------ | ------------------------ | --- | ---------------------- | ---------------------- | ---------------------- | ---------------------- | --- |
| 打順                     | 守備                     | 選手                     | 打席                     | J・ソーンダースM・ウィータースM・レイノルズR・フラハーティM・マチャドJ・ハーディN・マクラウスA・ジョーンズC・デービスJ・トーミ | 打順                   | 守備                   | 選手                   | 打席                   | ダルビッシュ有G・ソトM・ヤングI・キンズラーA・ベルトレE・アンドラスJ・ハミルトンC・ジェントリーN・クルーズM・ナポリ |
| 1                        | 左                       | N・マクラウス            | 左                       | J・ソーンダースM・ウィータースM・レイノルズR・フラハーティM・マチャドJ・ハーディN・マクラウスA・ジョーンズC・デービスJ・トーミ | 1                      | 二                     | I・キンズラー          | 右                     | ダルビッシュ有G・ソトM・ヤングI・キンズラーA・ベルトレE・アンドラスJ・ハミルトンC・ジェントリーN・クルーズM・ナポリ |
| 2                        | 遊                       | J・ハーディ              | 右                       | J・ソーンダースM・ウィータースM・レイノルズR・フラハーティM・マチャドJ・ハーディN・マクラウスA・ジョーンズC・デービスJ・トーミ | 2                      | 遊                     | E・アンドラス          | 右                     | ダルビッシュ有G・ソトM・ヤングI・キンズラーA・ベルトレE・アンドラスJ・ハミルトンC・ジェントリーN・クルーズM・ナポリ |
| 3                        | 右                       | C・デービス              | 左                       | J・ソーンダースM・ウィータースM・レイノルズR・フラハーティM・マチャドJ・ハーディN・マクラウスA・ジョーンズC・デービスJ・トーミ | 3                      | 左                     | J・ハミルトン          | 左                     | ダルビッシュ有G・ソトM・ヤングI・キンズラーA・ベルトレE・アンドラスJ・ハミルトンC・ジェントリーN・クルーズM・ナポリ |
| 4                        | 中                       | A・ジョーンズ            | 右                       | J・ソーンダースM・ウィータースM・レイノルズR・フラハーティM・マチャドJ・ハーディN・マクラウスA・ジョーンズC・デービスJ・トーミ | 4                      | 三                     | A・ベルトレ            | 右                     | ダルビッシュ有G・ソトM・ヤングI・キンズラーA・ベルトレE・アンドラスJ・ハミルトンC・ジェントリーN・クルーズM・ナポリ |
| 5                        | 捕                       | M・ウィータース          | 両                       | J・ソーンダースM・ウィータースM・レイノルズR・フラハーティM・マチャドJ・ハーディN・マクラウスA・ジョーンズC・デービスJ・トーミ | 5                      | 右                     | N・クルーズ            | 右                     | ダルビッシュ有G・ソトM・ヤングI・キンズラーA・ベルトレE・アンドラスJ・ハミルトンC・ジェントリーN・クルーズM・ナポリ |
| 6                        | DH                       | J・トーミ                | 左                       | J・ソーンダースM・ウィータースM・レイノルズR・フラハーティM・マチャドJ・ハーディN・マクラウスA・ジョーンズC・デービスJ・トーミ | 6                      | 一                     | M・ヤング              | 右                     | ダルビッシュ有G・ソトM・ヤングI・キンズラーA・ベルトレE・アンドラスJ・ハミルトンC・ジェントリーN・クルーズM・ナポリ |
| 7                        | 一                       | M・レイノルズ            | 右                       | J・ソーンダースM・ウィータースM・レイノルズR・フラハーティM・マチャドJ・ハーディN・マクラウスA・ジョーンズC・デービスJ・トーミ | 7                      | DH                     | M・ナポリ              | 右                     | ダルビッシュ有G・ソトM・ヤングI・キンズラーA・ベルトレE・アンドラスJ・ハミルトンC・ジェントリーN・クルーズM・ナポリ |
| 8                        | 二                       | R・フラハーティ          | 左                       | J・ソーンダースM・ウィータースM・レイノルズR・フラハーティM・マチャドJ・ハーディN・マクラウスA・ジョーンズC・デービスJ・トーミ | 8                      | 捕                     | G・ソト                | 右                     | ダルビッシュ有G・ソトM・ヤングI・キンズラーA・ベルトレE・アンドラスJ・ハミルトンC・ジェントリーN・クルーズM・ナポリ |
| 9                        | 三                       | M・マチャド              | 右                       | J・ソーンダースM・ウィータースM・レイノルズR・フラハーティM・マチャドJ・ハーディN・マクラウスA・ジョーンズC・デービスJ・トーミ | 9                      | 中                     | C・ジェントリー        | 右                     | ダルビッシュ有G・ソトM・ヤングI・キンズラーA・ベルトレE・アンドラスJ・ハミルトンC・ジェントリーN・クルーズM・ナポリ |
| 先発投手                 | 先発投手                 | 先発投手                 | 投球                     | J・ソーンダースM・ウィータースM・レイノルズR・フラハーティM・マチャドJ・ハーディN・マクラウスA・ジョーンズC・デービスJ・トーミ | 先発投手               | 先発投手               | 先発投手               | 投球                   | ダルビッシュ有G・ソトM・ヤングI・キンズラーA・ベルトレE・アンドラスJ・ハミルトンC・ジェントリーN・クルーズM・ナポリ |
| J・ソーンダース          | J・ソーンダース          | J・ソーンダース          | 左                       | J・ソーンダースM・ウィータースM・レイノルズR・フラハーティM・マチャドJ・ハーディN・マクラウスA・ジョーンズC・デービスJ・トーミ | ダルビッシュ有         | ダルビッシュ有         | ダルビッシュ有         | 右                     | ダルビッシュ有G・ソトM・ヤングI・キンズラーA・ベルトレE・アンドラスJ・ハミルトンC・ジェントリーN・クルーズM・ナポリ |

この試合の先発投手は、レンジャーズはダルビッシュ有、オリオールズはジョー・ソーンダース。レギュラーシーズンでの成績は、ダルビッシュが29試合191.1イニングで16勝9敗・防御率3.90、ソーンダースが28試合174.2イニングで9勝13敗・防御率4.07である。

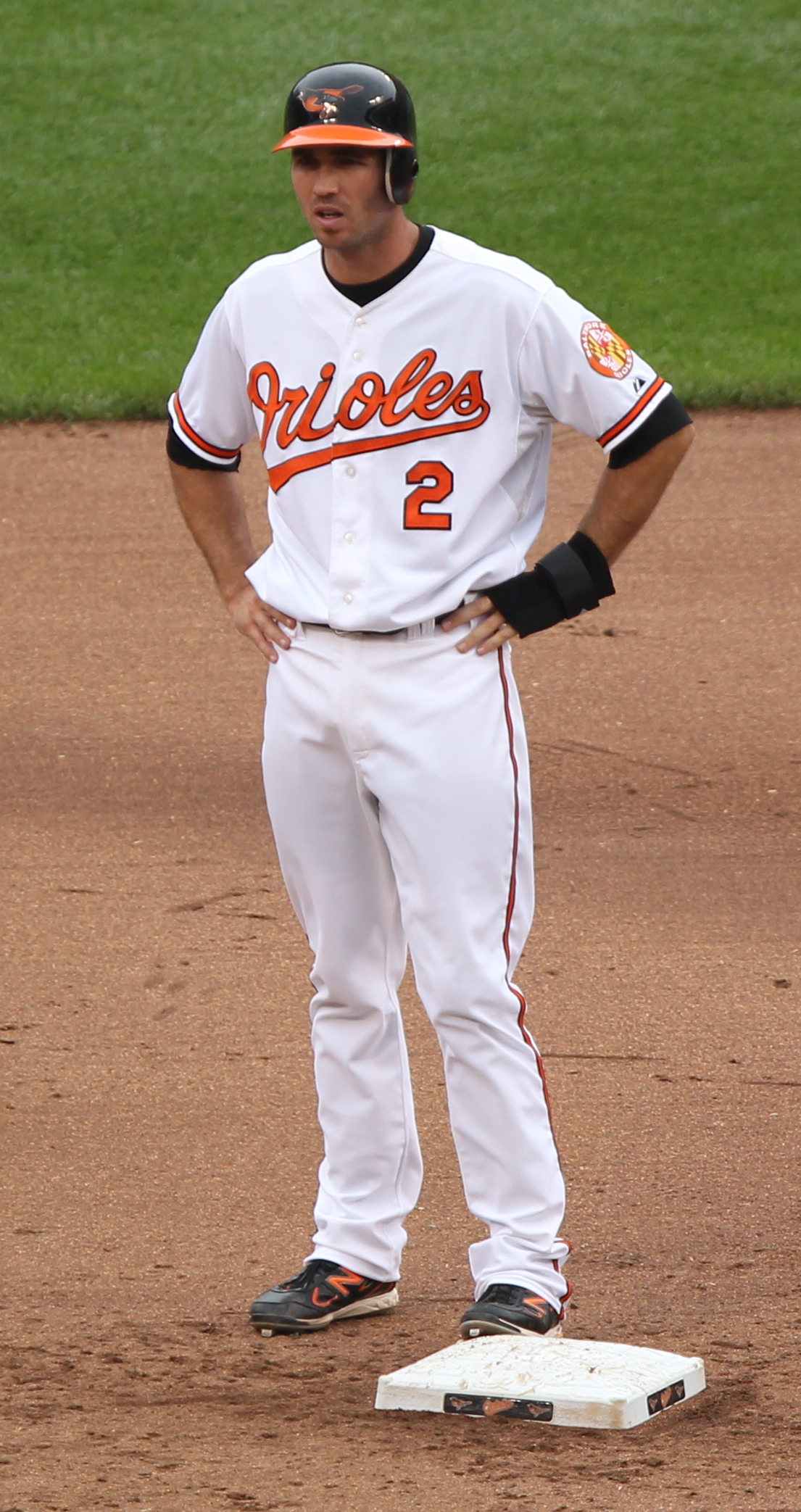
J.J.ハーディはこの日2安打を放つ（写真は2011年5月22日撮影）

試合は初回から動く。表のオリオールズの攻撃では、先頭打者ネイト・マクラウスが初球の外角高めカッターを引っ張り、一塁手マイケル・ヤングのグラブを弾く失策で出塁する。そして次打者J.J.ハーディの打席で2球目にマクラウスが盗塁を決めると、その次の球をハーディが中前へ運んでマクラウスを還し、試合開始からわずか4球で先制点を奪った。ダルビッシュは続く打線の中軸3人を凡退させて1失点にとどめたが、立ち上がりから相手にリードを許した。レンジャーズはその裏すぐに反撃し、1番イアン・キンズラーの四球と2番エルビス・アンドラスの左前打で無死一・三塁の好機を作る。オリオールズはこの時点で早くも救援右腕スティーブ・ジョンソンに登板準備を始めさせた。しかしソーンダースは、3番ジョシュ・ハミルトンに初球の外角低めカーブを引っ掛けさせて二ゴロ併殺に仕留め、その間にキンズラーの生還こそ許したものの、こちらも1失点のみで危機を乗り切った。
2回表、ダルビッシュは7番マーク・レイノルズの手に死球をぶつけ、二死から盗塁を許して再び得点圏に走者を背負う。だがその次の球で9番マニー・マチャドを一ゴロに打ち取り、2イニング連続の失点を免れた。ここから5回にかけては両チームとも無得点で、1－1のまま試合が進んでいく。ダルビッシュは「今夜はすごく調子がよかった。投げたいところに投げられて試合が作れた」と自ら認めるように、5イニングで許した安打が2本のみとオリオールズ打線を沈黙させる。対するソーンダースは、4回裏には一死から連打で一・三塁とされるが後続を断ち、3回と5回にも走者を出した直後の打者を併殺打に仕留めて、レンジャーズに勝ち越し点を挙げさせない。彼はレンジャーズ・ボールパーク・イン・アーリントンで過去に6先発して防御率9.38と相性が悪く、さらに左腕の彼に対し相手打線が右打者を8人並べてくるという状況ながら、この日は5回まで1失点で踏ん張っていた。
この均衡が破れたのは6回表だった。オリオールズは先頭の2番ハーディと3番クリス・デービスが連続右前打で無死一・三塁の好機を作る。ここで4番アダム・ジョーンズは、初球の内角低めスライダーを右翼ウォーニングゾーンの手前まで運ぶ犠牲フライにし、三塁走者ハーディを生還させた。この直後、ダルビッシュが右僧帽筋の張りを訴えたため、試合が一時中断することに。再開後、続投したダルビッシュの前にオリオールズはさらなる追加点こそ奪えなかったが、この回1点の勝ち越しに成功した。その裏、ソーンダースが3番ハミルトンと4番エイドリアン・ベルトレを打ち取り、二死無走者となったところでオリオールズは継投に入り、2番手のダレン・オデイが5番ネルソン・クルーズから3つ目のアウトをとった。7回表、オリオールズは二死二塁としてダルビッシュを降板に追い込み、2番手デレク・ホランドから1番マクラウスが適時打を放って、リードを2点に広げた。オデイはイニングをまたいで7回裏も三者凡退に抑えた。

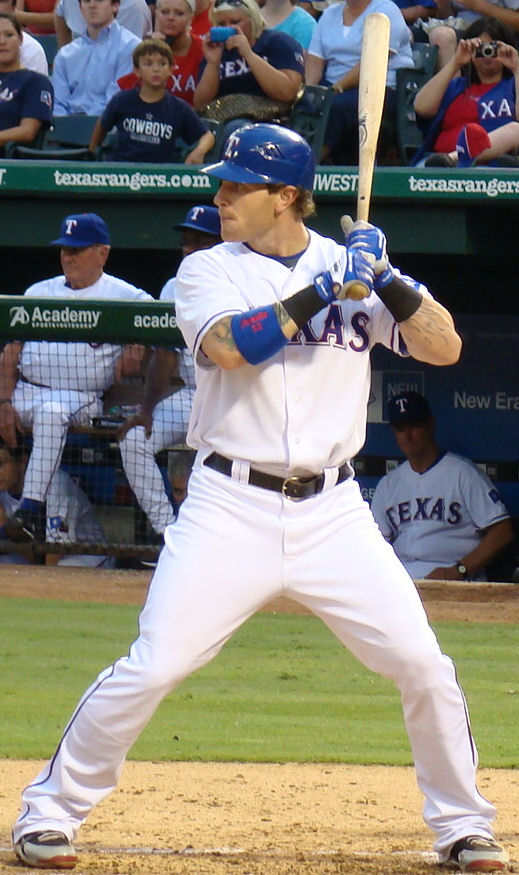
ジョシュ・ハミルトンはあっさりと凡退を繰り返した（写真は2010年6月24日撮影）

レンジャーズは8回表、3番デービスから始まるオリオールズの中軸を上原浩治が3者連続の空振り三振に退けた。その裏、打線は1番キンズラーの内野安打とオデイの牽制悪送球で一死二塁とする。しかし2番アンドラスは遊ゴロで、走者を進めることもできず。3番ハミルトンは、オデイのあとを引き継いだ左腕ブライアン・マティスに3球三振を喫し、好機が潰えた。この日のハミルトンは初球に手を出しての凡打と3球三振がふたつずつの4打数無安打で、打席を終えてダグアウトに戻る際にはファンからブーイングを浴びた。逆に危機を切り抜けたオリオールズは9回表、相手の抑え投手ジョー・ネイサンを攻め立て、一死二・三塁から9番マチャドの左前打と1番マクラウスの犠牲フライで2点を加えて突き放した。その裏、オリオールズも抑え投手のジム・ジョンソンをマウンドに送る。レンジャーズは彼から二死満塁と、本塁打が出れば一挙同点という場面を作り上げたが、最後は9番デビッド・マーフィーが左飛に倒れて試合終了となった。
オリオールズは1997年のリーグ優勝決定戦以来15年ぶりとなるポストシーズンで、まずは敵地での最初の関門を突破した。続く地区シリーズでは、ニューヨーク・ヤンキースと対戦する。オリオールズとヤンキースは、同じ東地区でレギュラーシーズン最終戦までしのぎを削った。この試合で決勝の犠牲フライを放ったジョーンズは「ヤンキースは万全の状態でくるだろう。なんてったってヤンキースだからね」と気を引き締めつつも「彼らを恐れてはいない」と自信も覗かせた。一方のレンジャーズは、2010年・2011年と過去2年はいずれもワールドシリーズで敗れていた。この年は球団初の優勝を目指していたが、結果はシリーズ進出すらかなわずにシーズンを終えることになった。敗戦投手となったダルビッシュは、このタイミングでのシーズン終了を「マラソンを走れと言われて走って、30キロ地点で『さあスパート』というところで止められたみたいな感じ」と表現した。